# Homoeocera dalsa
Homoeocera dalsa là một loài bướm đêm thuộc phân họ Arctiinae, họ Erebidae.